# John Nevil Maskelyne
John Nevil Maskelyne, né le 22 décembre 1839 et mort le 18 mai 1917, était un magicien britannique et inventeur des toilettes publiques payantes et d'autres outils de l'époque victorienne. En travaillant avec George Alfred Cooke et David Devant, beaucoup de ses illusions sont encore utilisées aujourd'hui. Son livre Sharps and Flats: A Complete Revelation of the Secrets of Cheating at Games of Chance and Skill est considéré comme un panorama classique des pratiques de triche aux cartes, et, en 1914 il fonda le Comité de l'occulte, un groupe visant à « enquêter sur les allégations de pouvoirs surnaturel et mettre en avant les fraudes ».
Il a un fils, Nevil Maskelyne, lui-même magicien, et un petit-fils Jasper Maskelyne, ingénieur et magicien ayant travaillé dans le renseignement.